# Museo memoriale dei martiri del Terrore rosso
Il Museo memoriale dei martiri del Terrore Rosso è un museo situato ad Addis Abeba, capitale dell'Etiopia.
Il museo venne inaugurato nel 2010 quale memoriale delle vittime del periodo di repressione noto come Terrore Rosso avvenuto durante il governo di Menghistu Hailè Mariàm e del regime del Derg.
Il museo, ad ingresso gratuito, racconta le violenze scoppiate a metà degli anni 1970, in occasione dell'80º anniversario della nascita di Hailé Selassié, che colpirono gli oppositori del regime Derg. L'esposizione include una collezione di strumenti di tortura, teschi e ossa, bare, vestiti insanguinati, fotografie delle vittime e altri cimeli che testimoniano come fossero trattati i detenuti e come essi abbiano potuto comunicare fra loro segretamente.
Nel museo sono esposte anche opere d'arte che hanno come soggetto la storia del Terrore Rosso.

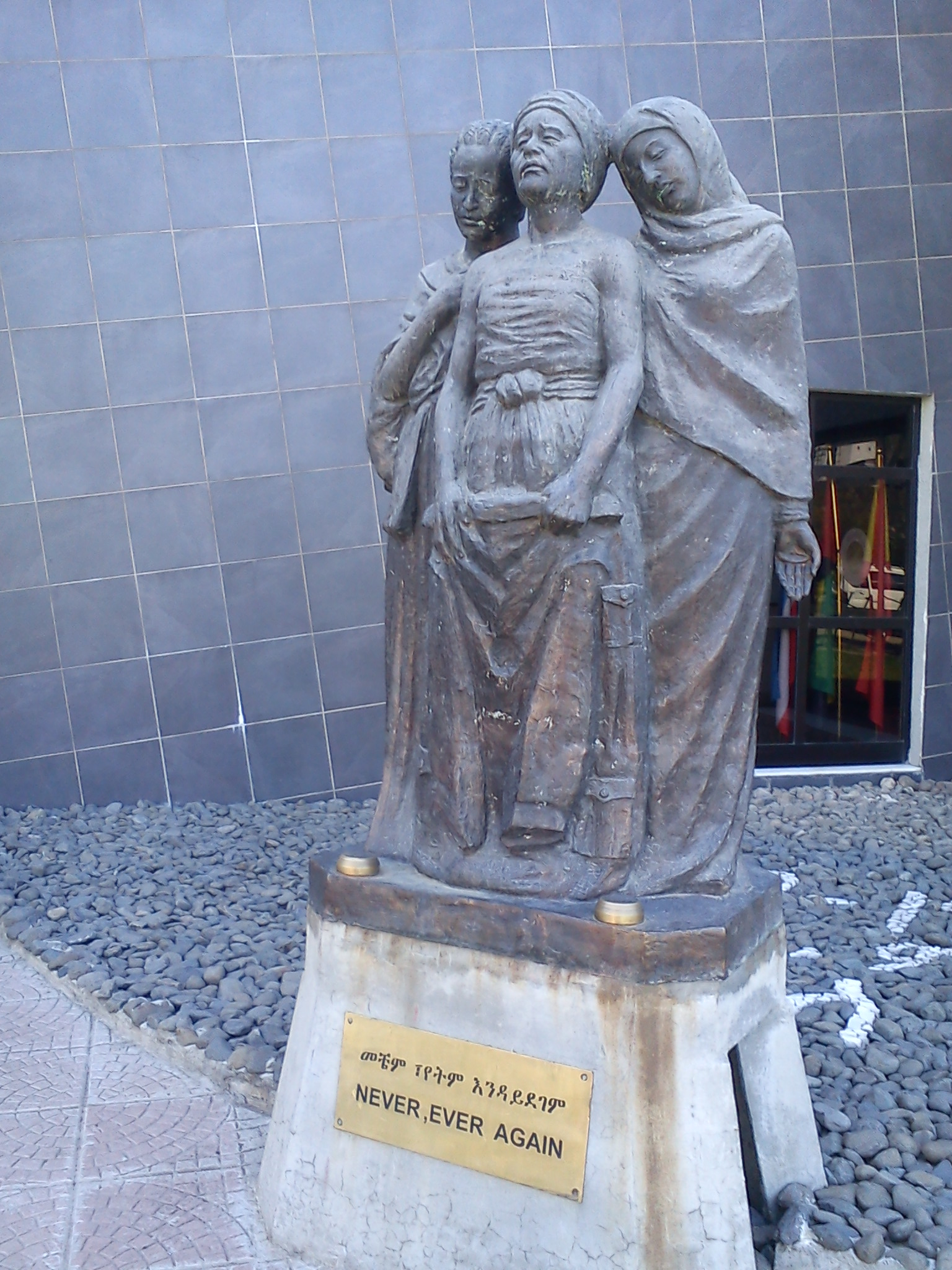
Scultura
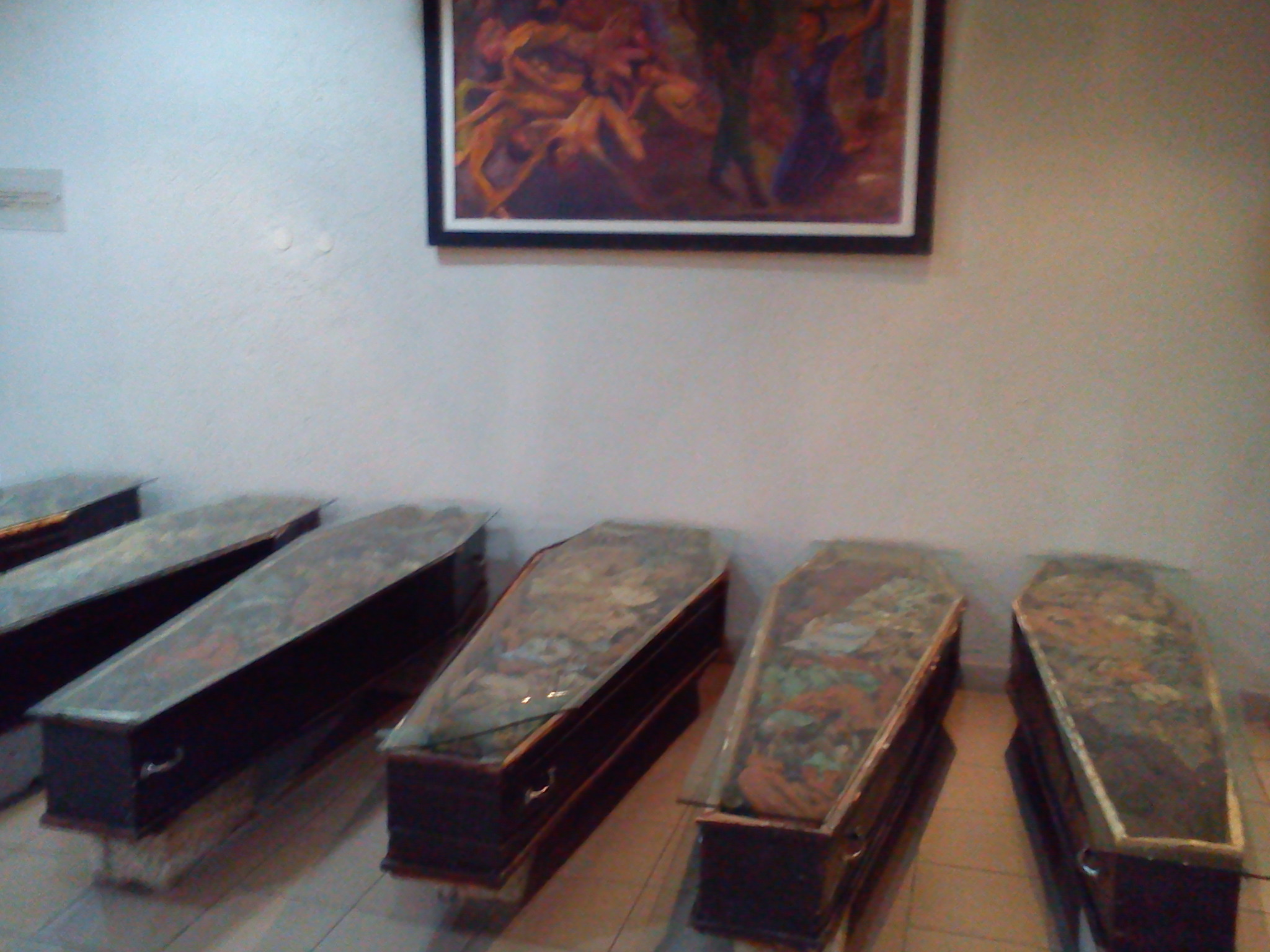
Esposizione
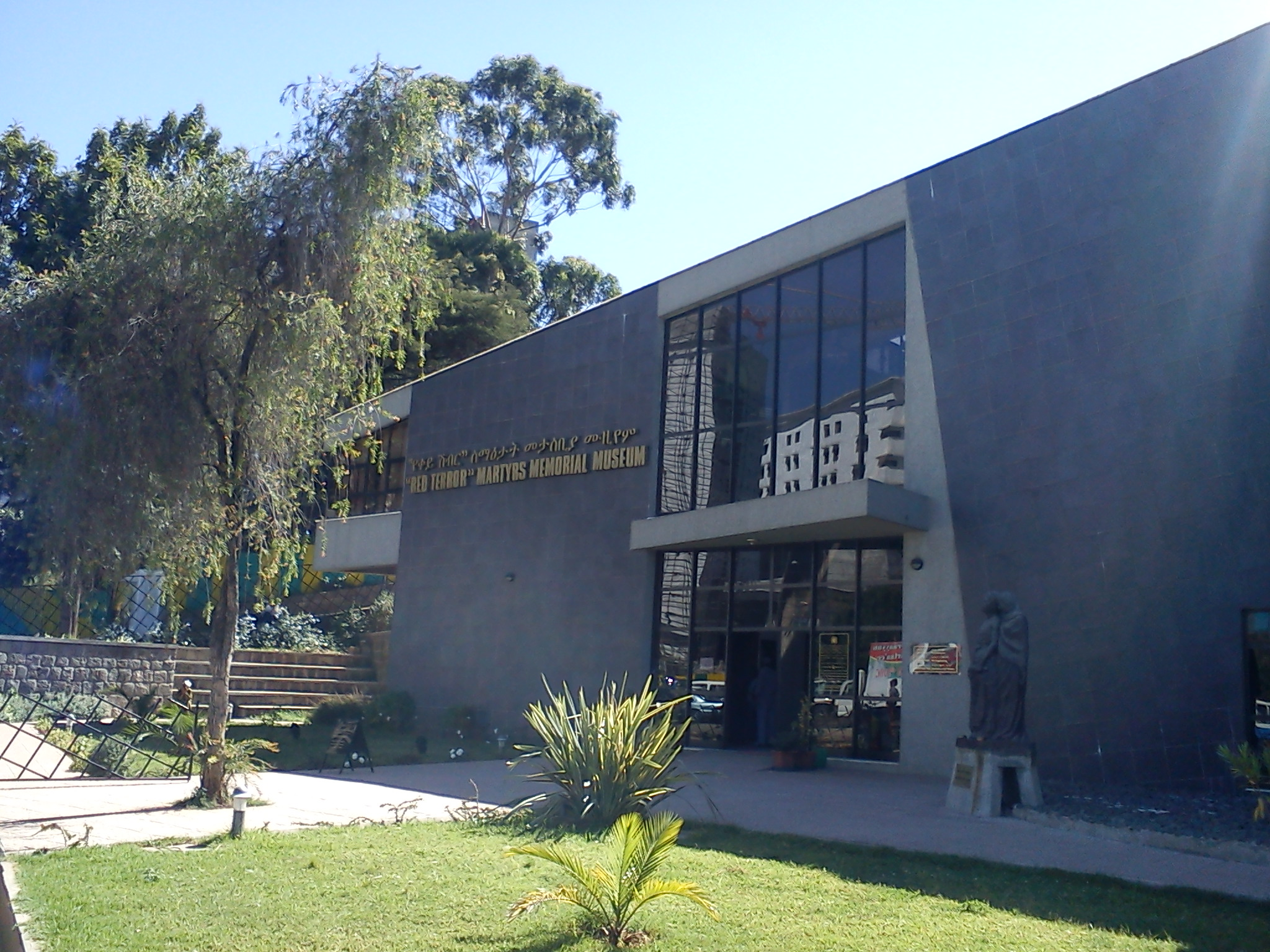
L'ingresso del museo